# Liz Cheney
Elizabeth Lynne Cheney (Madison, Wisconsin, 28 de julio de 1966), más conocida como Liz Cheney, es una abogada y política estadounidense. Fue miembro de la Cámara de Representantes por el distrito congresional de Wyoming.
Cheney es la hija mayor del exvicepresidente Dick Cheney y de Lynne Cheney. Ocupó varios cargos en el Departamento de Estado de los Estados Unidos durante el gobierno de George W. Bush. Ha militado activamente para el Partido Republicano y es cofundadora de Keep America Safe. Fue brevemente candidata al Senado de los Estados Unidos por Wyoming, desafiando al titular por tres períodos, Mike Enzi. En la Cámara de Representantes de los Estados Unidos, ocupó el escaño que antes fuera ocupado por su padre de 1979 a 1989.
Cheney es conocida por sus opiniones agresivas en materia de política exterior, y ha sido crítica con la política exterior adelantada por la administración de Donald Trump. Cheney votó a favor de la segunda acusación de juicio político contra Donald Trump, uno de los diez miembros republicanos de la Cámara de Representantes que lo hicieron.

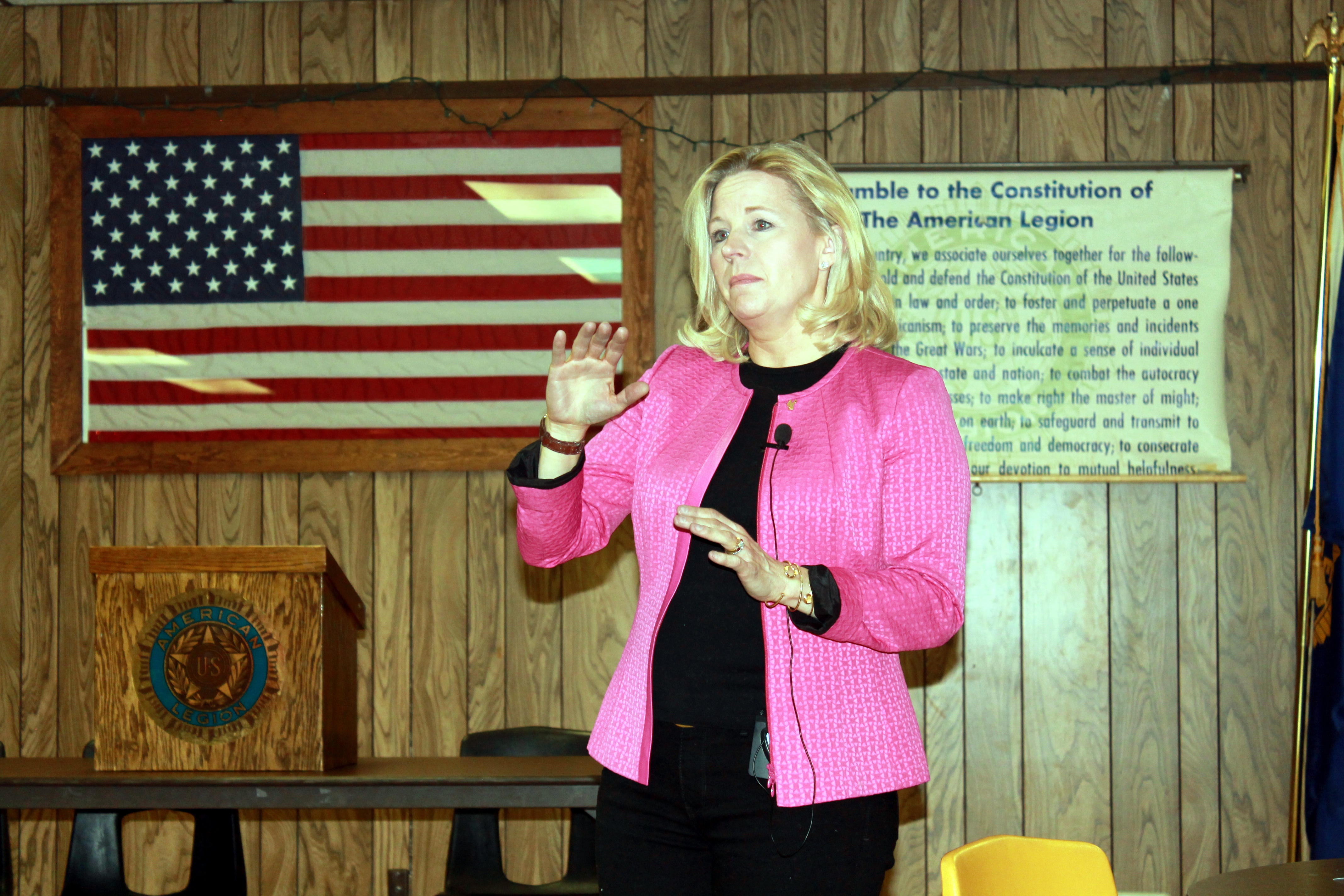
Liz Cheney en 2013, haciendo campaña para el senado en Buffalo, Wyoming

## Carrera como congresista
Después de que la titular Cynthia Lummis anunciara su retiro en el otoño de 2015, Cheney anunció que estaba considerando postularse para su puesto en 2016. Es la misma curul que ocupó su padre durante diez años. El 1 de febrero de 2016, Cheney anunció su candidatura para el único escaño de Wyoming en la Cámara de Representantes de los Estados Unidos. El magnate petrolero Simon Kukes contribuyó a su campaña. Cheney fue elegida con más del 60% de los votos en las elecciones generales.

### 2018
En las elecciones generales del 6 de noviembre, Cheney fue reelegida como la única miembro de Wyoming en la Cámara de Representantes. Obtuvo 127 951 votos, derrotando al demócrata Greg Hunter (59 898 votos), al libertario Richard Brubaker (6918) y al candidato del Partido de la Constitución, Daniel Clyde Cummings (6069). Cheney ganó 21 de los 23 condados, perdiendo los condados de Albany y Teton ante Greg Hunter. El 14 de noviembre, Cheney fue elegida por los miembros republicanos como presidente de la Conferencia Republicana de la Cámara para el 116.º Congreso. En este puesto, ella es la tercera republicana de mayor rango en la Cámara, detrás del líder de la minoría Kevin McCarthy y de Steve Scalise. También es la mujer republicana de más alto rango en el Congreso.

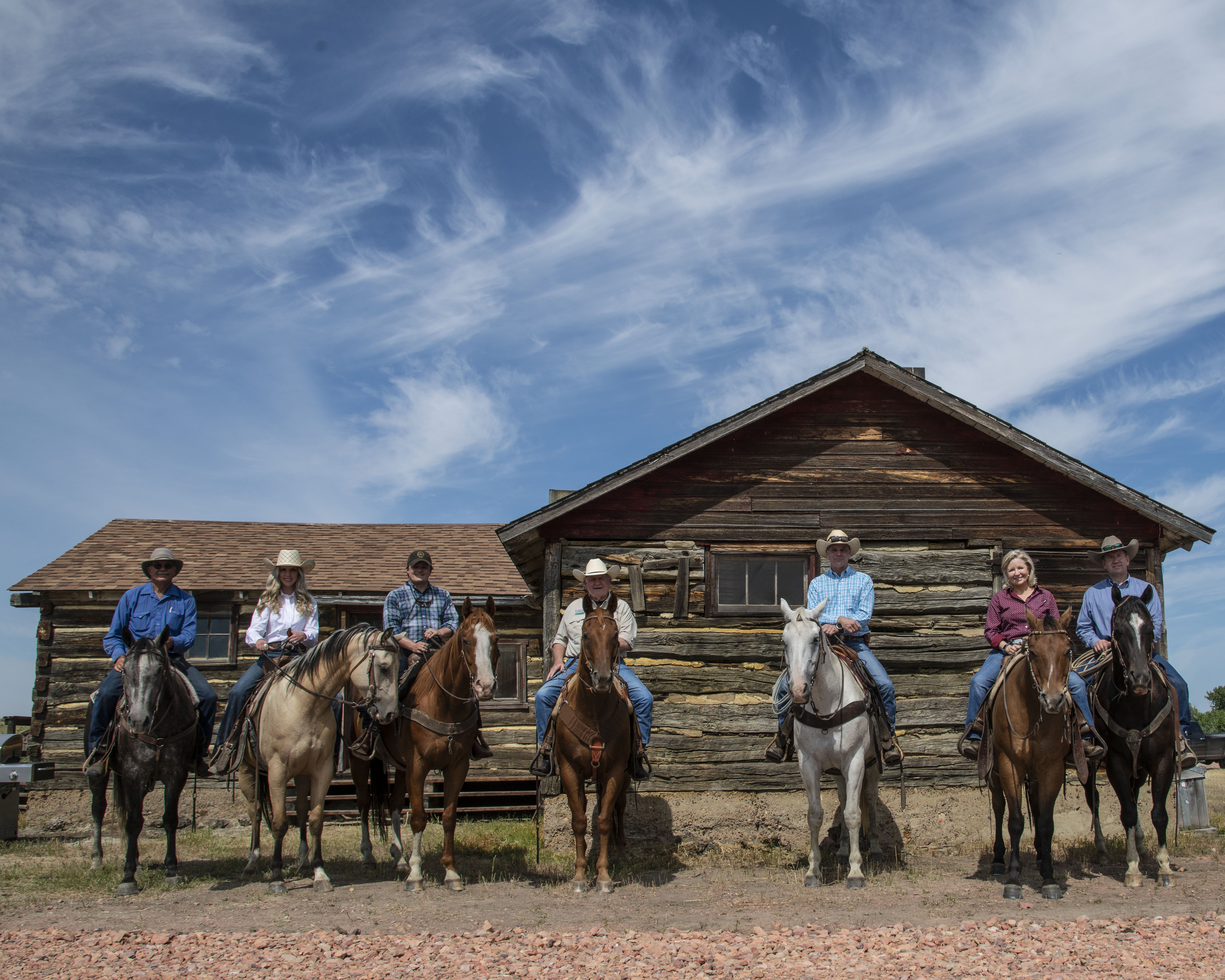
Liz Cheney cerca de Douglas, Wyoming en julio de 2019

En agosto de 2022, Cheney pierde las primarias frente a Harriet Hageman, por lo que no disputó el escaño por Wyoming a la cámara de representantes en las elecciones de noviembre de 2022.